# ウラジーミル・アーノルド
ウラジーミル・イーゴレヴィチ・アーノルド（ロシア語: Влади́мир И́горевич Арно́льд、ラテン文字転写の例:ラテン語: Vladimir Igorevich Arnol'd、1937年6月12日 - 2010年6月3日）は、ウクライナ出身のロシアの数学者。

## 略歴
- 1937年 - ソビエト連邦のオデッサに生まれる。
- 1957年 - ヒルベルト第13問題の解決。
- 1961年 - モスクワ大学のコルモゴロフの元で博士号を取得。
- 1965年 - モスクワ大学教授に就任。
- 1986年 - ステクロフ数学研究所教授に就任。
- 1993年 - パリ第9大学教授に就任。

## 研究内容・業績
- ロシア数学の伝統を受継ぐ独創的な数学者で、非常に広範な分野において重要な貢献をした偉大な数学者。数多くの著作と論文において多くの世代に影響を与えた。
- ヒルベルト第13問題の解決、ハミルトン力学系における業績。特にKAM理論とアーノルド拡散（英語版）の発見によって世界的に著名に成った。また特異点理論に関する貢献によりトムのカタストロフィー理論を一変させた。アーノルド予想はシンプレクティック幾何学の牽引役として大きな役割を果たした。奇妙な双対性によるミラー対称性への貢献。微分方程式、変分法、古典力学、流体力学、電磁流体力学、代数幾何学、トポロジーと数多くの業績を挙げている。

## 受賞歴
- 1982年 - スウェーデン王立科学アカデミーよりクラフォード賞
- 1992年 - ロシア科学アカデミーよりロバチェフスキー賞
- 1994年 - イスラエル工科大学よりハーヴェイ賞
- 2001年 - ウルフ財団よりウルフ賞数学部門、ハイネマン賞数理物理学部門
- 2008年 - ショウ賞数学部門

## 日本語訳された著作
- 『古典力学の数学的方法』安藤 韶一, 蟹江 幸博, 丹羽 敏雄（翻訳）, 岩波書店 (1980), ISBN 978-4000053617 NDLJP:12592921
- 『カタストロフ理論』蟹江 幸博（翻訳）, 現代数学社 (1985), ISBN 978-4768700952 NDLJP:12622179
- 『古典力学のエルゴード問題』吉田 耕作（翻訳）, 吉岡書店 (1976), ISBN 9784-842701615
- 『常微分方程式』足立 正久/今西英器（翻訳）, 現代数学社 (1981), ISBN 978-4768701058 NDLJP:12623547
- 『数理解析のパイオニアたち』蟹江 幸博（翻訳）, シュプリンガー・フェアラーク東京 (1999), ISBN 978-4431708209